# قطعنامه ۱۳۳۵ شورای امنیت
قطعنامه ۱۳۳۵ شورای امنیت سازمان ملل متحد که در تاریخ ۱۲ ژانویه ۲۰۰۱ تصویب شد، سندی بین‌المللی دربارهٔ بررسی وضعیت در کرواسی است. این قطعنامه طی نشست ۴۲۵۶ام با ۱۵ رای موافق، ۰ مخالف و ۰ ممتنع تصویب شد.